# در تاریکی (فیلم ۲۰۱۶)
چراغ‌های خاموش فیلمی به کارگردانی دیوید اف. سندبرگ و تهیه‌کنندگی جیمز وان در ژانر ترسناک است که در سال ۲۰۱۶ و براساس فیلم کوتاهی از همین کارگردان که در سال ۲۰۱۳ ساخته، تولید شده‌است. از بازیگران آن می‌توان به ترزا پالمر، ماریا بلو و بیلی برک اشاره کرد.